# 金智媛
金智媛（1992年10月19日—），韓國高知名度女明星、女演員和模特兒，她所主演的多部有名韓劇《淚之女王》、《太陽的後裔》、《繼承者們》、《愛在大都會》、《三流之路》和《我的出走日記》都大受歡迎而為眾人所關注熟知。2022年播出的《我的出走日記》讓金智媛首度提名百想藝術大賞的「電視部門最佳女主角獎」。2024年播出的爆紅韓劇《淚之女王》讓金智媛演藝事業再創高峰。金智媛主演的韓劇大多都具有話題性，是韓國影視圈罕有曾與多位韓國名編劇朴海英、金銀淑、朴智恩、林尚春等合作的女演員，選劇的眼光及眾角色的多變與反差，奠定了實力韓流明星的地位。由於能駕馭所有角色的出眾演技與外貌，在Rankingoo的「韓國20代最可愛女演員」票選中榮獲第三名。

## 經歷

### 出道前
出生在韩国首都和國際大都市的首尔，初中時期在美国芝加哥的外婆家度過約一年的時間，回國時在首爾街頭被前經紀公司Lion Media Entertainment的星探發掘，因而簽約成為實習練習生。
在擔任練習生時期也學習了吉他、鋼琴、跳舞、演技和作詞作曲相關的培訓。
2008年8月因出演Younha的MV《Gossip Boy》開始嶄露頭角。

### 出道后
2010年2月與BIGBANG合作拍攝LG Lollipop系列手機廣告，正式出道。5月拍攝Oran-C飲料廣告，因其青春活力形象而開始受到關注。同年先後出演電視劇《What's up》、《High Kick 3！短腿的反擊》、電影《浪漫天堂》。
2012年出演電視劇《致美麗的你》、電影《恐怖故事》。
2013年出演電視劇《期待戀愛》、《欲戴王冠，必承其重－繼承者們》、電影《恐怖故事2》，憑著在《欲戴王冠，必承其重－繼承者們》中所飾演的劉瑞秋（Rachel）一角，收獲不少關注和人氣，更獲得《2013年 SBS演技大賞》－「新星獎」。
2014年主演電視劇《岬童夷》，以及與蘇志燮合演網路劇《好日子》。12月12日，King Kong娛樂宣布已與金智媛簽訂專屬合約。 
2016年與宋仲基、宋慧喬、晉久合演電視劇《太陽的後裔》，在劇中飾演軍醫官尹明珠中尉，和晉久所組成的「久媛/救援Couple」造就話題，演繹一段生離死別的愛情，戲中勇敢追愛的霸氣表現也讓觀眾印象深刻，亦憑藉出色和亮眼的演技深得觀眾讚賞，知名度和人氣大增。其後更獲得《KBS演技大賞》－「女子新人獎」以及「迷你劇部門女子優秀演技賞」，演技備受肯定。
2017年金智媛和朴敍俊共同主演大熱劇集《三流之路》，金智媛扮演的是夢想成為播音員，結果卻在百貨店廣播台工作的崔愛羅。《三流之路》贏盡口碑和收視，當中「愛羅式撒嬌」的名場面亦引發許多網民偶像明星爭相模仿，用可愛搞笑的演技完美演繹了角色。金智媛亦憑此劇赢得了多個獎項，如《KBS演技大賞》－「迷你電視劇部門 女子優秀演技獎」、「網路女子人氣獎」等。
2018年2月，金智媛确定出演電影《朝鲜名侦探3：吸血怪魔的秘密》，该片是她首次挑战古装戏。
曾在一節目宣傳中主持人訪問某提問訪談裡說若不是演員的話會想成為一名幼稚園老師。
2019年6月，搭档宋仲基、张东健主演tvN电视台古代奇幻爱情剧《阿斯达年代记》，饰演怀揣蓝色彗星之息而生的预言少女坦雅。12月17日，與公司King Kong娛樂合約已在12月初到期，雙方討論後決定不續約。
2020年2月10日，與S.A.L.T.娛樂簽訂合約，與曾合作過《繼承者們》的朴信惠成為同門。12月22日，與池昌旭演出KakaoTV劇集《愛在大都會》(另譯為: 都市男女的愛情法)，飾演李恩梧，是一位美女行銷員，與池昌旭在海邊相遇共渡二個月後的愛情故事。
2021年7月，金智媛確定出演電視劇《我的出走日记》，與李民基、孫錫久、李艾兒、李己雨等合作，飾演性格自卑內向且不擅交際的邊緣上班族，人生毫無色彩想要解放的廉美貞，劇中與孫錫久的「崇拜CP」感情線也刻劃得相當細膩，演技獲得一致讚賞，引起不少觀眾共鳴，被視為人生必看韓劇。金智媛亦同時憑此劇入圍《第59屆百想藝術大獎》電視部門女子最優秀演技賞以及第36屆《華鼎獎》全球劇集最佳女主角，與海外地區的演員一同爭奪視后寶座。
2022年6月10日，金智媛與經紀公司S.A.L.T.娛樂合約到期，決定不續約。
2022年9月，經紀公司HighZium Studio宣佈已與金智媛簽約成為旗下藝人。
2024年金智媛主演的韓國電視劇《淚之女王》，她出色的美貌和演技榮獲全世界讚賞，再度開啟了全盛時期。智媛飾演女王集團財閥三世兼百貨商店女王洪海仁，與金秀賢在劇中飾演一對女強男弱的財閥夫妻，兩人充份展現出極強的默契和CP感，組成的「雙金CP」亦大受歡迎。該劇隨之成為當季話題性最高的韓劇，成功創下tvN歷代收視率最高紀錄。劇中金智媛完美演活了財閥千金女王洪海仁一角，不僅是女王的霸氣，也將洪海仁的細膩情感、破碎感演繹得淋漓盡致，收放自如的演技大受好評，獲得網民及演員前輩高度讚賞，成功憑著精湛和細膩的情感演技俘獲觀眾的心，人氣大幅度攀升。

## 影視作品

### 電視劇
| 年份   | 電視台  | 劇名                           | 角色   | 備註 |
| ------ | ------- | ------------------------------ | ------ | ---- |
| 2008年 | KNN     | 西貢女士                       | 惠蓮   |      |
| 2011年 | MBC     | High Kick 3！短腿的反擊        | 金智媛 |      |
| 2011年 | MBN     | What's up                      | 朴泰熙 |      |
| 2012年 | SBS     | 致美麗的你                     | 薛漢娜 |      |
| 2013年 | KBS     | 期待戀愛                       | 崔賽倫 |      |
| 2013年 | SBS     | 繼承者們                       | 劉瑞秋 | 主演 |
| 2014年 | KBS     | KBS Drama Special─我結婚的理由 | 金智英 | 客串 |
| 2014年 | tvN     | 岬童夷                         | 馬智蔚 | 主演 |
| 2014年 | LINE TV | 好日子                         | 金芝昊 | 主演 |
| 2015年 | tvN     | 隱藏身份                       | 閔泰熙 | 客串 |
| 2016年 | KBS     | 太陽的後裔                     | 尹明珠 | 主演 |
| 2017年 | KBS     | 三流之路                       | 崔愛羅 | 主演 |
| 2018年 | tvN     | 陽光先生                       | 金喜振 | 客串 |
| 2019年 | tvN     | 阿斯達年代記                   | 坦雅   | 主演 |
| 2020年 | KakaoTV | 愛在大都會                     | 李恩梧 | 主演 |
| 2022年 | JTBC    | 我的出走日記                   | 廉美貞 | 主演 |
| 2024年 | tvN     | 淚之女王                       | 洪海仁 | 主演 |
| 2026年 | SBS     | Doctor X：白色黑手黨時代       | 桂秀晶 | 主演 |

### 電影
| 年份   | 劇名                       | 角色             | 性質 |
| ------ | -------------------------- | ---------------- | ---- |
| 2011年 | 浪漫天堂                   | 崔味尾           |      |
| 2012年 | 恐怖故事                   | 被綁架的女高中生 |      |
| 2013年 | 恐怖故事2                  | 史譚希           | 主演 |
| 2018年 | 朝鮮名偵探：吸血怪魔的秘密 | 月永             | 主演 |

### 綜藝節目
| 年份   | 播出日期        | 播放頻道  | 節目名稱     | 備註                     |
| ------ | --------------- | --------- | ------------ | ------------------------ |
| 2011年 | 3月21日、28日   | SBS       | 每天每夜     | ep19、20浪漫天堂劇組     |
| 2011年 | 9月5日          | MBC       | 來玩吧       | ep354 HighKick3劇組      |
| 2012   | 8月21日、28日   | SBS       | 強心臟       | ep142、143致美麗的你劇組 |
| 2016   | 5月1日          | SBS       | Running Man  | ep297日落之後            |
| 2018   | 1月28日、2月4日 | JTBC      | 夜行鬼怪     | ep25、26                 |
| 2020   | 12月22日        | KakaotvTV | 來talk一下嗎 | ep17                     |
| 2024年 | 3月23日         | TVN       | 驚人的星期六 | ep307淚之女王劇組        |
| 2024年 | 3月29日         | Youtube   | Salon Drip 2 | ep32淚之女王劇組         |

## 其他演出

### 音樂錄影帶
- 2008年：潤荷《Gossip Boy》
- 2012年：白承憲《直到日出》（與金在中）[25]

### 主持
- 2016年：KBS演技大賞（與全炫茂、朴寶劍）

### 演唱會
- 2016年：電視劇《太陽的後裔》OST演唱會[26]

### 世界巡迴粉絲見面會
2024年：出道14年來首次世巡粉絲見面會“BE MY ONE”
| 年份 | 日期  | 活動名稱                               | 城市             | 場所                           |
| ---- | ----- | -------------------------------------- | ---------------- | ------------------------------ |
| 2024 | 06.22 | 2024 KIM JIWON ASIA TOUR 《BE MY ONE》 | 首爾             | SOL Pay Square                 |
| 2024 | 06.23 | 2024 KIM JIWON ASIA TOUR 《BE MY ONE》 | 首爾             | SOL Pay Square                 |
| 2024 | 07.07 | 2024 KIM JIWON ASIA TOUR 《BE MY ONE》 | 日本大阪         | NHK大阪大廳                    |
| 2024 | 07.10 | 2024 KIM JIWON ASIA TOUR 《BE MY ONE》 | 日本東京         | NHK大廳                        |
| 2024 | 07.21 | 2024 KIM JIWON ASIA TOUR 《BE MY ONE》 | 臺灣臺北         | ZEPP NEW TAIPEI                |
| 2024 | 08.03 | 2024 KIM JIWON ASIA TOUR 《BE MY ONE》 | 菲律賓馬尼拉     | NEW FORONTIER THEATER          |
| 2024 | 08.17 | 2024 KIM JIWON ASIA TOUR 《BE MY ONE》 | 澳門             | 「澳門百老匯」百老匯舞台       |
| 2024 | 08.24 | 2024 KIM JIWON ASIA TOUR 《BE MY ONE》 | 泰國曼谷         | kbank siam pic-ganesha theatre |
| 2024 | 08.31 | 2024 KIM JIWON ASIA TOUR 《BE MY ONE》 | 印度尼西亞雅加達 | 雅加達國劇博覽劇院凱馬約蘭     |

## 音樂作品
- 2012年：單曲《Might Gonna》（マイト・ゴナ，收錄於《What's up》日本原聲大碟，與曹政奭、楊知元合唱）
- 2012年：單曲《Over The Rainbow》（收錄於《High Kick 3！短腿的反擊》原聲大碟）
- 2012年：Oran-C飲料廣告主題曲《天上摘星》

## 獎項
| 年份   | 頒獎典禮                    | 獎項                          | 作品             | 結果 |
| ------ | --------------------------- | ----------------------------- | ---------------- | ---- |
| 2013年 | 第20屆SBS演技大賞           | 新星賞                        | 《繼承者們》     | 獲獎 |
| 2014年 | 第2屆亞洲彩虹獎電視頒獎禮   | 最佳女配角                    | 《繼承者們》     | 提名 |
| 2015年 | tvN go Awards               | 年度女主角                    | 《岬童夷》       | 提名 |
| 2016年 | 第52屆百想藝術大獎          | 電視部門 女子人氣賞           | 《太陽的後裔》   | 提名 |
| 2016年 | 第1屆Asia Artist Awards     | Best Celebrity賞              | 《太陽的後裔》   | 獲獎 |
| 2016年 | 第1屆Asia Artist Awards     | 女子人氣賞                    | 《太陽的後裔》   | 提名 |
| 2016年 | 第5屆APAN Star Awards       | 女子演技賞                    | 《太陽的後裔》   | 獲獎 |
| 2016年 | 第5屆APAN Star Awards       | 最佳CP賞(與晉久)              | 《太陽的後裔》   | 提名 |
| 2016年 | 第30屆KBS演技大賞           | 女子新人賞                    | 《太陽的後裔》   | 獲獎 |
| 2016年 | 第30屆KBS演技大賞           | 迷你劇部門 女子優秀演技賞     | 《太陽的後裔》   | 獲獎 |
| 2016年 | 第30屆KBS演技大賞           | 最佳CP賞(與晉久)              | 《太陽的後裔》   | 獲獎 |
| 2017年 | 第10屆韓國電視劇節          | 評審委員特別賞                | 《三流之路》     | 提名 |
| 2017年 | 第31屆KBS演技大賞           | 女子最優秀演技獎              | 《三流之路》     | 提名 |
| 2017年 | 第31屆KBS演技大賞           | 迷你電視劇部門 女子優秀演技獎 | 《三流之路》     | 獲獎 |
| 2017年 | 第31屆KBS演技大賞           | 網路女子人氣獎                | 《三流之路》     | 獲獎 |
| 2017年 | 第31屆KBS演技大賞           | 最佳CP賞(與朴敘俊)            | 《三流之路》     | 獲獎 |
| 2018年 | 第54屆百想藝術大獎          | 電視部門 女子人氣賞           | 《三流之路》     | 提名 |
| 2018年 | KBS WORLD Global Fan Awards | 最佳CP賞(與朴敘俊)            | 《三流之路》     | 獲獎 |
| 2018年 | 第13屆首爾國際電視節        | 韓流電視劇最佳女演員          | 《三流之路》     | 提名 |
| 2018年 | 第13屆Annual Soompi Awards  | 年度女演員                    | 《三流之路》     | 提名 |
| 2018年 | 第13屆Annual Soompi Awards  | 最佳CP賞(與朴敘俊)            | 《三流之路》     | 提名 |
| 2019年 | 第12屆韓國電視劇節          | 女子優秀演技賞                | 《阿斯達年代記》 | 提名 |
| 2022年 | 第8屆APAN Star Awards       | 迷你劇-女子優秀演技獎         | 《我的出走日記》 | 提名 |
| 2022年 | 第8屆APAN Star Awards       | 最佳CP獎(與孫錫久)            | 《我的出走日記》 | 提名 |
| 2022年 | 第8屆APAN Star Awards       | 人氣女演員                    | 《我的出走日記》 | 提名 |
| 2023年 | 第59屆百想藝術大獎          | 電視部門 女子最優秀演技賞     | 《我的出走日記》 | 提名 |
| 2023年 | 第59屆百想藝術大獎          | 電視部門 女子人氣賞           | 《我的出走日記》 | 提名 |
| 2023年 | 第36屆華鼎獎                | 全球劇集最佳女主角 (最後五強) | 《我的出走日記》 | 提名 |
| 2023年 | 第36屆華鼎獎                | 全球最受歡迎女演員            | 《我的出走日記》 | 提名 |
| 2024年 | 第22屆年度品牌大賞          | 電視劇女演員獎                | 《淚之女王》     | 獲獎 |
| 2024年 | 第22屆年度品牌大賞          | 女演員獎（越南）              | 《淚之女王》     | 獲獎 |
| 2024年 | 第19屆首爾國際電視節        | 亞洲明星獎                    | 《淚之女王》     | 提名 |
| 2024年 | 第15屆韓國電視劇節          | 大賞                          | 《淚之女王》     | 提名 |
| 2024年 | 第15屆韓國電視劇節          | 女子最優秀演技獎              | 《淚之女王》     | 提名 |
| 2024年 | 第15屆韓國電視劇節          | 全球明星獎                    | 《淚之女王》     | 提名 |
| 2024年 | 第15屆韓國電視劇節          | Hot女明星獎                   | 《淚之女王》     | 獲獎 |
| 2024年 | 第15屆韓國電視劇節          | 人氣情侶獎 (與金秀賢)         | 《淚之女王》     | 獲獎 |
| 2024年 | Fundex Awards               | 電視劇部門最佳女演員          | 《淚之女王》     | 獲獎 |
| 2024年 | APAN Star Awards            | 中篇連續劇 女子最優秀演技獎   | 《淚之女王》     | 提名 |
| 2024年 | APAN Star Awards            | 人氣女演員獎                  | 《淚之女王》     | 提名 |
| 2024年 | APAN Star Awards            | Global Star獎                 | 《淚之女王》     | 提名 |
| 2024年 | APAN Star Awards            | 最佳情侶獎 (與金秀賢)         | 《淚之女王》     | 提名 |
| 2024年 | 第2屆亞洲明星藝人獎         | 最佳女演員                    | 《淚之女王》     | 待定 |
| 2024年 | 第2屆亞洲明星藝人獎         | 最佳情侶獎 (與金秀賢)         | 《淚之女王》     | 待定 |

## 外部連結
- 官方網頁 （页面存档备份，存于）
- 金智媛的Instagram帳戶
- 金智媛的Facebook專頁
- 金智媛的新浪微博
- 金智媛在韩国电影数据库（KMDb）上的資料（韓語）
- 金智媛在互联网电影资料库（IMDb）上的資料（英文）
- Kim Ji-won在HanCinema的頁面（英文）（英文）